# تخته جان
تخته جان روستایی در دهستان قهستان بخش قهستان شهرستان درمیان استان خراسان جنوبی ایران است. بر پایه سرشماری عمومی نفوس و مسکن در سال ۱۳۹۰ جمعیت این روستا ۸۶۵ نفر (در ۲۶۸ خانوار) بوده است.